# Clitocybula
Clitocybula là một chi nấm trong họ Marasmiaceae. Chi này được Georges Métrod miêu tả khoa học năm 1952.

## Các loài
- C. abundans
- C. aperata
- C. atroalba
- C. familia
- C. grisella
- C. lacerata